# Tudor Mușatescu
Tudor Mușatescu, né le 22 février 1903 et mort 4 novembre 1970, est un dramaturge et nouvelliste roumain, surtout connu pour sa prose humoristique.

## Biographie
Tudor Mușatescu est né à Câmpulung-Muscel dans une famille d'intellectuels de la classe moyenne. Son père était avocat et sa mère écrivaine. Il a étudié au lycée Dinicu Golescu dans sa ville natale et a commencé à écrire pendant ses premières années à l'école. Il a terminé ses études à l'Université de Bucarest, où il a obtenu un diplôme en droit et un en littérature. Par la suite, il écrit pour plusieurs journaux, dont Rampa et Adevărul.
Une grande partie de son travail est centrée sur la vie provinciale dans sa ville natale et comprend des satires politiques telles que Titanic Vals (sans doute son écrit le plus influent). Le film Titanic Waltz (1964), réalisé par Paul Călinescu et mettant en vedette Grigore Vasiliu-Birlic, a été adapté de sa pièce.
Il est mort à Bucarest et a été enterré au cimetière Bellu de la ville, à côté de sa femme, l'actrice Kitty Stroescu (1907–1990) et de leur fils, Bogdan Mușatescu (1941–2016), également acteur.